# إدوارد تشارلز باورز
إدوارد تشارلز باورز هو سياسي كندي، ولد في 15 ديسمبر 1845 في كندا، وتوفي في 19 يناير 1929. حزبياً، نشط في الحزب الليبرالي الكندي. وقد انتخب عضو مجلس العموم الكندي.